# Apóstoles
Apóstoles ist eine Stadt im Nordosten von Argentinien. Sie ist der Verwaltungssitz des Departamento Apóstoles im Südwesten der Provinz Misiones. Apóstoles hat 42.457 Einwohner (2010) und ist seit 1963 eine Gemeinde 1. Klasse.

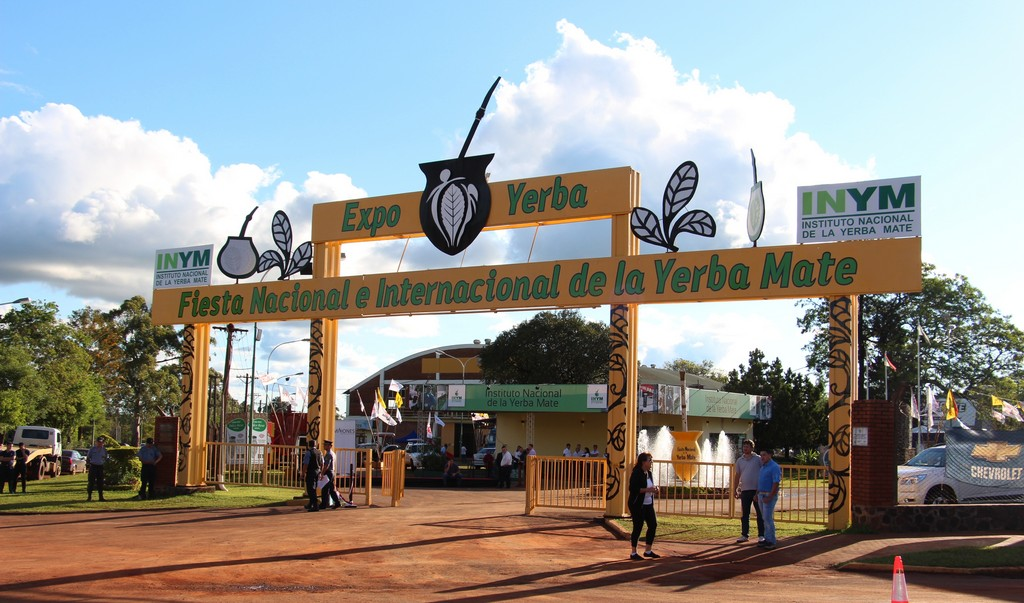
Fiesta Nacional de la Yerba Mate in Apóstoles

## Geografie
Apóstoles liegt 27 km von der brasilianischen Grenze entfernt. Durch die Stadt verläuft in Nord-Süd-Richtung die Landstraße Ruta Provincial 1 als Verlängerung der Ruta Nacional 105, welche die Stadt mit dem 75 km nördlich liegenden Zentrum der Provinzhauptstadt Posadas verbindet.
Die Hauptstadt Argentiniens Buenos Aires liegt 1000 km südwestlich.

## Wirtschaft
Der Hauptzweig der Wirtschaft der Stadt ist die landwirtschaftliche Produktion, allem voran der Anbau von Mate-Sträuchern, gefolgt von Tierhaltung, Gartenbau und der Produktion von tierischen Erzeugnissen. Außerdem wird in kleinerem Maßstab Reis angebaut.
Es gibt 22 Betriebe mit insgesamt über 500 Arbeitsplätzen, die sich mit der Herstellung und Vermarktung von Mate-Tee befassen.

## Geschichte
Die erste Siedlung auf dem Boden des heutigen Apóstoles entstand im August 1633 als Jesuitenreduktion und wurde von den Brasilianern wieder zerstört. Am 2. Juli 1816 fand im Rahmen der Luso-Brasilianischen- oder Portugiesischen Invasion bei der Ortschaft die Schlacht von Apóstoles statt.
Mit einer ersten Einwanderungswelle im Jahre 1897 kamen die ersten Kolonisten, sechs ukrainische und sechs polnische Familien, die die Ortschaft neu errichteten. Seitdem befindet sich in Apóstoles die älteste ukrainische Kolonie in Argentinien.
Die Bauernfamilien aus Galizien hatten ursprünglich vor, in die Vereinigten Staaten auszuwandern, wegen Problemen mit der amerikanischen Einwanderungsbehörde beantragten sie aber schließlich die Einwanderung nach Argentinien, die auch gewährt wurde.
Sie kamen im Juni 1897 im Hafen von Buenos Aires in Argentinien an und wurden von den argentinischen Behörden zur Ansiedlung in die Provinz Misiones, der nördlichsten und damals fast unbevölkerten Region Argentiniens, gesandt, wo sie am 27. August 1897 ankamen. Der dort vorhandene subtropische Wald und die Pampa sollte zur landwirtschaftlichen Nutzfläche werden und daher wurden den Einwanderern jeweils 50 ha Regierungsland verkauft. Zudem gab man ihnen Nahrungsmittel, Saatgut, landwirtschaftliche Geräte sowie weitere Unterstützung.
Die offizielle Gründung der Gemeinde fand am 28. November 1913 statt.
Die Stadt besitzt ein ukrainisches Basilianisches Kloster mit einer Druckerei, eine ukrainische Volksschule sowie einen argentinisch-ukrainischen Kulturverein.
In Apóstoles findet jährlich die Fiesta Nacional de la Yerba Mate statt.

## Bevölkerung
2010 hatte die Gemeinde 42.457 Einwohner, davon 21.015 Männer und 21.442 Frauen. 1980 lebten 11.000 Menschen, davon 3.000 ukrainischer Herkunft, in Apóstoles.
| 1980   | 1991   | 2001   | 2010   |
| ------ | ------ | ------ | ------ |
| 11.000 | 19.754 | 26.858 | 42.457 |

## Söhne und Töchter der Stadt
- Luis Glinka (* 1938), argentinischer Theologe ukrainischer Abstammung
- Ramón Puerta (* 1951), argentinischer Politiker
- Gustavo Maciel (* 2002), Volleyballspieler